# Púchovští ze Lví Hory
Púchovští ze Lví Hory (německy Puchau von Löwenberg) byl rod původem ze slovenského Púchova ve středním Pováží. Z tohoto rodu vzešlo několik učenců působících v Čechách, kde jim byl udělen šlechtický titul.

## Historie
Jako první přišel do Čech Jan z Púchova a usadil se v Praze. V letech 1540-1542 se Jan z Púchova a jeho bratři Václav a Florián a synovec Zikmund (slovensky Žigmund) stali majiteli panství Chrášťany u Prahy. 
Zikmund z Púchova vešel do dějin coby překladatel spisu Sebastiana Münstera „Cosmographia“ do češtiny. Svůj český překlad „Cosmographie“ rozšířený o dějepis Čech a Moravy vydal vysokým nákladem 1200 kusů financovala výhradně rodina Púchovských sama, která se tak chtěla obejít bez podpory krále či sponzorů. Jako uznání za svou práci získal od krále Ferdinanda I. polepšení znaku a ve svém erbu si tak směl vyměnit medvěda za lva (německy Löwe) a přidal si predikát ze Lví Hory (von Löwenberg). Celý podnik však vedl k finančnímu vyčerpání rodiny. Když Zikmundův otec Florián musel roku 1557 kvůli úplnému zadlužení chrášťanské panství přenechat svým věřitelům, skladoval v tvrzi stále 200 neprodaných výtisků „Cosmographie“.  
Věřitelé chrášťanské panství a tvrz prodali Ctiborovi Sluzskému z Chlumu a jeho čtyřem bratrům, od roku 1559 byl Ctibor Sluzský jediným vlastníkem chrášťanského panství. Se Zikmundem ze Lví Hory, jenž skonal v chudobě roku 1584, vyhasl rod Púchovských.  